# Gyömöre-Tét megállóhely
Gyömöre-Tét megállóhely egy Győr-Moson-Sopron vármegyei vasúti megállóhely Gyömöre településen, a MÁV üzemeltetésében. A 8306-os út vasúti keresztezése mellett helyezkedik el, Gyömöre belterületének északnyugati peremén, így a településen élők nagy része számára, alacsonyabb (megállóhelyi) besorolása ellenére is mindig kedvezőbb vasúti elérést kínált, mint az állomási besorolású, ám külterületi elhelyezkedésű Gyömöre vasútállomás. A másik névadó település, Tét központjától mintegy 4 kilométernyi távolságra található.

## Vasútvonalak
A megállóhelyet az alábbi vasútvonalak érintik:
- Győr–Celldömölk-vasútvonal

## Kapcsolódó állomások
A megállóhelyhez az alábbi állomások vannak a legközelebb:
- Halipuszta megállóhely (Győr–Celldömölk-vasútvonal)
- Gyömöre vasútállomás (Győr–Celldömölk-vasútvonal)

## Forgalom
| Járat               | Útvonal | Gyakoriság                            |
| ------------------- | --- | ------------------------------------- |
| személyvonat        | Győr – Győr-Gyárváros – Győrszabadhegy – Ménfőcsanak felső – Gyömöre-Tét – Szerecseny – Gecse-Gyarmat – Vaszar – Pápa – Mezőlak – Mihályháza – Vinár – Külsővat – Celldömölk | Kb. 2 óránként                        |
| Tanúhegy sebesvonat | Győr – Győr-Gyárváros – Győrszabadhegy – Ménfőcsanak felső – Gyömöre-Tét – Szerecseny – Gecse-Gyarmat – Vaszar – Pápa – Mezőlak – Mihályháza – Vinár – Külsővat – Celldömölk – Ukk – Sümeg – Tapolca – Raposka – Balatonederics – Balatongyörök – Vonyarcvashegy – Gyenesdiás (← Alsógyene) – Keszthely | Nyáron napi 1 pár                     |
| Rába InterRégió     | Szombathely → Sárvár → Celldömölk → Mezőlak → Pápa → Vaszar → Szerecseny → Gyömöre-Tét → Győrszabadhegy → Győr → Komárom → Tata → Tatabánya → Bicske → Budapest-Kelenföld → Ferencváros → Budapest-Keleti | Iskolaidőben vasárnap 1 Budapest felé |
| Helikon InterRégió  | Győr – Győr-Gyárváros – Győrszabadhegy – Gyömöre-Tét – Szerecseny – Vaszar – Pápa – Celldömölk – Jánosháza – Sümeg – Tapolca – Balatonederics – Balatongyörök – Vonyarcvashegy – Gyenesdiás – Keszthely – Balatonszentgyörgy – Balatonberény – Balatonmáriafürdő – Balatonfenyves alsó – Balatonfenyves – Alsóbélatelep – Bélatelep – Fonyód – Lengyeltóti – Öreglak – Somogyvár – Pamuk – Osztopán – Somogyjád – Kapostüskevár – Kaposvár (hétvégén 1-2 pár tovább: – Dombóvár alsó – Sásd – Szentlőrinc – Pécs) | 2 óránként                            |